# Arrondissement de Thiénaba
L'arrondissement de Thiénaba est l'un des arrondissements du Sénégal. Il est situé dans le département de Thiès et la région de Thiès.

## Administration
Il compte quatre communautés rurales :
- Communauté rurale de Thiénaba
- Communauté rurale de Ngoudiane
- Commune de Ndiéyène Sirah
- Communauté rurale de Touba Toul

Son chef-lieu est Thiénaba.